# Barbut de plomall encès
El barbut de plomall encès (Psilopogon pyrolophus) és una espècie d'ocell de la família dels megalèmids (Megalaimidae).

## Hàbitat i distribució
Habita els boscos humits tropicals i subtropicals de la Península Malaia i Sumatra.

## Taxonomia
Considerat a la classificació dels Congrés Ornitològic Internacional l'única espècie del gènere Psilopogon, modernament alguns autors han considerat que les espècies tradicionalment ubicades a Megalaima i a Psilopogon, deuen ser agrupades al mateix gènere, invalidant Megalaima.